# Quaëdypre
Quaëdypre é uma comuna francesa na região administrativa de Altos da França, no departamento do Norte. Estende-se por uma área de 18.7 km². Em 2010 a comuna tinha 1 138 habitantes (densidade: 60,9 hab./km²).